# Очеретянка п'ятилінійна
Очеретянка п'ятилінійна (Hyperolius quinquevittatus) — вид земноводних з роду Очеретянка родини Жаби-стрибунці. Інша назва «конголезький стрибунець».

## Опис
Загальна довжина досягає 1,8—2,4 см. Голова невелика, морда дещо загострена. Очі трохи опуклі. Тулуб майже стрункий. Кінцівки витягнуті. Пальці з дисками-присосками. У молодих особин малюнок спини складає з 6 чорно-бурих смуг, темно-зеленої по хребту, 2 бічних світло-золотавого кольору. Горло жовтого кольору. Черево білувате, кінцівки з пальцями червоного забарвлення. У дорослих особин кольори темнішають: спина складається вже з 5 смуг — зелених та чорно-бурих, що розташовані почергово.

## Спосіб життя
Полюбляє вологі савани, висотні луки, болота. Зустрічається на висоті від 1000 до 2300 м над рівнем моря. Активна у присмерку. Живиться дрібними безхребетними та їх личинками.
Самиці відкладають яйця у болотистих ділянках.

## Розповсюдження
Мешкає у Демократичній республіці Конго, Танзанії, Малаві, Замбії, Анголі, Мозамбіку.